# Valentín Nikolàiev
Valentín Nikolàiev   (Dolino-Kamianka, 6 d'abril de 1924 - Rostov del Don, 31 d'octubre de 2004) va ser un lluitador rus, especialista en lluita grecoromana, que va competir sota bandera de la Unió Soviètica durant les dècades de 1940 i 1950.
El 1956 va prendre part en els Jocs Olímpics d'Estiu de Melbourne, on guanyà la medalla d'or en la competició del pes pesat del programa lluita grecoromana.
En el seu palmarès també destaca una medalla d'or al Campionat del Món de lluita de 1955. També guanyà la medalla d'or al Festival Mundial de la Joventut i els Estudiants de 1951, 1953 i 1955, així com el campionat soviètic del pes pesat el 1951 i 1954.
Una vegada retirat, el 1960, passà a exercir d'entrenador i d'àrbitre de lluita.